# 宮本恭幸
宮本 恭幸（みやもと やすゆき、1961年2月- ）は、日本の工学者。工学博士、専門は半導体プロセス・デバイス 。2015年現在、東京工業大学大学院理工学研究科電子物理工学専攻教授。

## 略歴
- 1979年 千葉県立東葛飾高等学校卒業
- 1983年 東京工業大学電子物理工学科卒業
- 1988年 東京工業大学理工学研究科電子物理工学博士課程修了、東京工業大学助手
- 1992年 東京工業大学助教授
- 2013年 東京工業大学教授

- 1994年-1995年 ベル研究所
- 手島精一記念研究賞研究奨励賞（1989年）
- APEX/JJAP編集貢献賞 (2009年)
- 電子情報通信学会エレクトロニクスソサイエティ賞(2014年)
- 助教授（現在の准教授）から教授に昇進するまでに20年以上を要している

## 著書
- 『電子デバイス』(電子情報工学ニューコース) 培風館、2009